# Línea N3 (Avanza Zaragoza)
La línea N3 o búho 3 es una línea regular nocturna de Avanza Zaragoza. Realiza el recorrido comprendido entre la Puerta del Carmen y el distrito municipal de Miralbueno en la ciudad de Zaragoza (España).
Tiene una frecuencia media de 30 minutos.
Esta línea, al igual que todas las líneas nocturnas, presta servicio doble durante la madrugada del Día del Pilar(13 de octubre), Navidad(25 de diciembre) y Año Nuevo(1 de enero), utilizando cuatro autobuses en vez en vez de dos y teniendo una frecuencia de 15 minutos.

## Desvíos actuales (no incluidos en la tabla)
No hay ningún desvío a fecha de la edición de este artículo.